# Suchumibukten
Suchumibukten (georgiska: სოხუმის ყურე, Sochumis tjure) är en bukt i Georgien. Den ligger vid Svarta havets kust, i den autonoma republiken Abchazien, i den nordvästra delen av landet. Vid bukten ligger staden Suchumi.